# Mercado negro
Un mercado negro es un mercado clandestino o una serie de transacciones parte de la economía sumergida que presentan algún aspecto de ilegalidad o se caracterizan por el incumplimiento de un conjunto institucional de normas. Si la norma define el conjunto de bienes y servicios cuya producción y distribución está prohibida por la ley, el incumplimiento de la norma constituye un comercio de mercado negro, ya que la transacción en sí es ilegal. Algunos ejemplos son la compraventa de artículos de contrabando, el comercio ilegal de drogas, la prostitución (cuando esté prohibida), las transacciones ilegales de divisas y la trata de seres humanos.
Dado que la evasión fiscal o la participación en una actividad del mercado negro es ilegal, los participantes intentan ocultar su comportamiento al gobierno o a la autoridad reguladora. El efectivo es el medio de intercambio preferido en las transacciones ilegales, ya que las transacciones en efectivo son menos fáciles de rastrear. Los motivos más comunes para operar en los mercados negros son el comercio de contrabando, la evasión de impuestos y normativas, o eludir los controles de precios o el racionamiento.
El mercado negro es distinto del mercado gris, en el que los productos se distribuyen a través de canales que, aunque legales, no son oficiales, no están autorizados o no son los previstos por el fabricante original, y del mercado blanco, en el que el comercio es legal y oficial.
El dinero negro es el producto de una transacción ilegal, sobre el que no se han pagado impuestos sobre la renta u otros tributos, y que sólo puede legitimarse mediante alguna forma de blanqueo de capitales. Debido a la naturaleza clandestina de la economía sumergida, no es posible determinar su tamaño y alcance.

## Precios

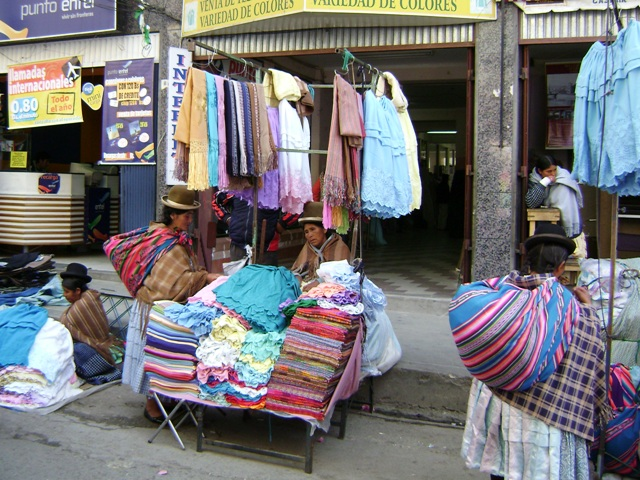
Mercado Negro, en La Paz, Bolivia

Los bienes y servicios adquiridos ilegalmente y/o negociados de forma ilegal pueden intercambiarse por encima o por debajo del precio de las transacciones legales de mercado:
- Pueden ser más baratos que los precios que regularmente se encuentran en el mercado legal. El proveedor no tiene que pagar los costes de producción y/o los impuestos. Este suele ser el caso en la economía sumergida. Los delincuentes roban mercancías y las venden por debajo del precio del mercado legal, pero no hay recibo, garantía, etc. Cuando se contrata a alguien para realizar un trabajo y el cliente no puede amortizar el gasto (algo especialmente habitual en trabajos como reformas del hogar o servicios cosmetológicos), el cliente puede inclinarse por pedir un precio más bajo (normalmente pagado en efectivo) a cambio de renunciar a un recibo, lo que permite al prestador del servicio evitar declarar los ingresos en su declaración de la renta.
- Pueden ser más caros que los precios legales de mercado. Por ejemplo, si el producto es difícil de adquirir o producir, peligroso de manipular, está estrictamente racionado o no es fácil conseguirlo legalmente, si es que se consigue. Si el intercambio de bienes se hace ilegal por algún tipo de sanción estatal, como ocurre con ciertas drogas, sus precios tenderán a subir como consecuencia de esa sanción.

## Consumidores
Incluso cuando el mercado clandestino ofrece precios más bajos, los consumidores siguen comprando en el mercado legal cuando es posible, porque:
- Pueden preferir a los proveedores legales, ya que están estrictamente regulados y es más fácil contactar con ellos. Por el contrario, los vendedores del mercado negro no están regulados y es difícil exigirles responsabilidades en caso de fallo en los productos y/o servicios que prestan;
- En algunas jurisdicciones, como Estados Unidos, los clientes pueden ser acusados de un delito penal si participan a sabiendas en la economía sumergida, incluso como consumidores;[5]
- Pueden tener una aversión moral al comercio negro;
- En algunas jurisdicciones (como Inglaterra y Gales), a los consumidores que se encuentren en posesión de bienes robados se les retirarán si son localizados, aunque no supieran que eran robados. Aunque no suelen ser objeto de acciones penales, se quedan sin los bienes por los que pagaron y sin apenas recursos para recuperar su dinero. Este riesgo puede hacer que algunas personas se muestren reacias a comprar productos que creen que proceden del mercado clandestino, aunque en realidad sean legítimos (por ejemplo, artículos vendidos en un mercadillo de coches).

Sin embargo, en algunas situaciones, los consumidores llegan a la conclusión de que es mejor recurrir a los servicios del mercado negro, sobre todo cuando las normativas gubernamentales obstaculizan lo que de otro modo sería un servicio competitivo legítimo. Por ejemplo, en Baltimore, en los Estados Unidos, muchos consumidores prefieren activamente los taxis ilegales, alegando que están más disponibles, son más cómodos y tienen precios más justos.